# عمر بن شاكر البصري
عمر بن شاكر البصري راوي حديث نبوي من الضعفاء، من أهل البصرة.

## روايته للحديث النبوي
- روى عن: أنس بن مالك.
- روى عنه: إسماعيل بن موسى الفزاري، وأبو الميمون جعفر بْن نصر العبدي، وعثمان بْن عبد الرحمن الطرائفي، وأبو شعيب عمرو بن صدقة إمام أنطاكية، ونصر بن الليث البغدادي.[1]
- الجرح والتعديل: قال أبو حاتم الرازي: «ضعيف يروي عن أنس المناكير»، وقال ابن عدي: «يحدث عن أنس بْنسخة قريب من عشرين حديثا غير محفوظة.»، وقال الترمذي: «شيخ بصري يروي عَنْهُ غير واحد من أهل العلم.»، وقَال البُخارِيُّ: «مقارب الحديث»،[2] وَقَال الذهبي في الميزان: «بصري واه له عن أنس نحو عشرين حديثًا مناكير». وَقَال ابن حجر العسقلاني في تقريب التهذيب: «صدوق». ذكره ابن حبان في كتاب الثقات، وروى له الترمذي حديثًا واحدًا.[1]